# Des Eschelles Manseau
Des Eschelles Manseau, även kallad Trois-Eschelles, död 1571 i Paris, var en fransk trollkonstnär som avrättades för häxeri.
Han anges ha kommit från Maine och tycks ha verkat som professionell trollkarl (klok gubbe). Han var känd för att påstå sig kunna utöva magi. Han uppträdde inför hovet, där han ska ha förvånat kungen med att rita upp en gyllene gyllene kedja (möjligen med hjälp av en magnet). Kungen utvisade honom dock från hovet.
Han åtalade sedan för häxkonst och för att ha utfört "omöjliga handlingar". Han dömdes till döden för häxeri som trollkarl. Kung Karl IX benådade honom från dödsstraff i utbyte mot att han avslöjade sina medbrottslingar. Han namngav 150 personer genom att avslöja djävulens märke på deras kroppar. Amiral Gaspard de Coligny nämnde också Des Eschelles som en ung trollkarl som frikändes av domarna när han skulle ha förgiftat två mäns sängar med ett dödligt gift.
Kungens benådning beklagades av Jean Bodin, som framhöll det som exempel på hur furstar kan manipuleras av häxor. Alla de som utpekats av honom under förhören undkom rättsverkningar, med undantag från Honoré eller Honorat från Quinze-Vingts, som hängdes i Paris med endast ett fåtal av de 150 som utpekats som medbrottslingar. Bodin anklagade kungen och prinsarna för det låga antalet anklagelser om häxkonst i Paris, och varnade för att denna häxkult hotade hela kungadömet på grund av hovets slapphet. Des Eschelles tycks dock benådningen till trots ha avrättats till slut i alla fall, vid en senare tidpunkt. Han avrättades genom hängning.

## Eftermäle
Des Eschelles Manseau tillhör de berömda fall av häxeri som framhålls som exempel i Jean Bodins berömda häxhandbok Demonomanie. Detta fall verkar vara av särskilt intresse för Jean Bodin, som nämner det 11 gånger i sin Démonomanie des sorciers. Han uppgav att denna magiker namngav en "oändlighet" av trollkarlar, ibland räknade till 100 000 eller 300 000. Detta var för Bodin ett verkligt hot som inte togs på allvar av Karl IX, som umgicks med Des-Eschelles och rentav tog med sig honom på en resa och använde honom som underhållning efter middagen för att berätta om resan till häxsabbaten, om danser, om uppoffringar, om trolldom och till och med om pulver för att förgifta och "döda människor, djur och frukter" för hovets medlemmar. Bodin varnar för attityden hos denne kung som skulle ha haft "ett lyckligt & långt liv" om han hade "bränt denna trollkarl och hans medbrottslingar" och att nåden kungen visat var ett exempel på hur illa det gick den som visade nåd mot trollkarlar och häxor.